# Efter badet (målning)
Efter badet (franska: Après le bain, femme s'essuyant) är en pastellteckning av den franske konstnären Edgar Degas. Den målades 1890–1895 och ingår sedan 1959 i samlingarna på National Gallery i London.
Under 1870-talet försämrades Degas syn vilket fick till följd att han övergick allt mer till att teckna i pastell och till skulptur. Från mitten av 1880-talet och in på 1890-talet utförde han en lång rad pastellteckningar av nakna kvinnor som tvättade, torkade och kammade sig. Trots att han hyste ett öppet kvinnoförakt var Degas fascinerad av den nakna kvinnokroppen. Han avbildade kvinnorna i vardagssituationer utan försköning, idelaisering eller individualitet. Perspektivet var alltid bakifrån, så att ryggen men inte ansiktet syntes. Han ville ge känslan av att modellerna inte var medvetna om att de var iakttagna; som om betraktaren fått syn på dem "genom ett nyckelhål" som konstnärens själv uttryckte det.

## Relaterade bilder

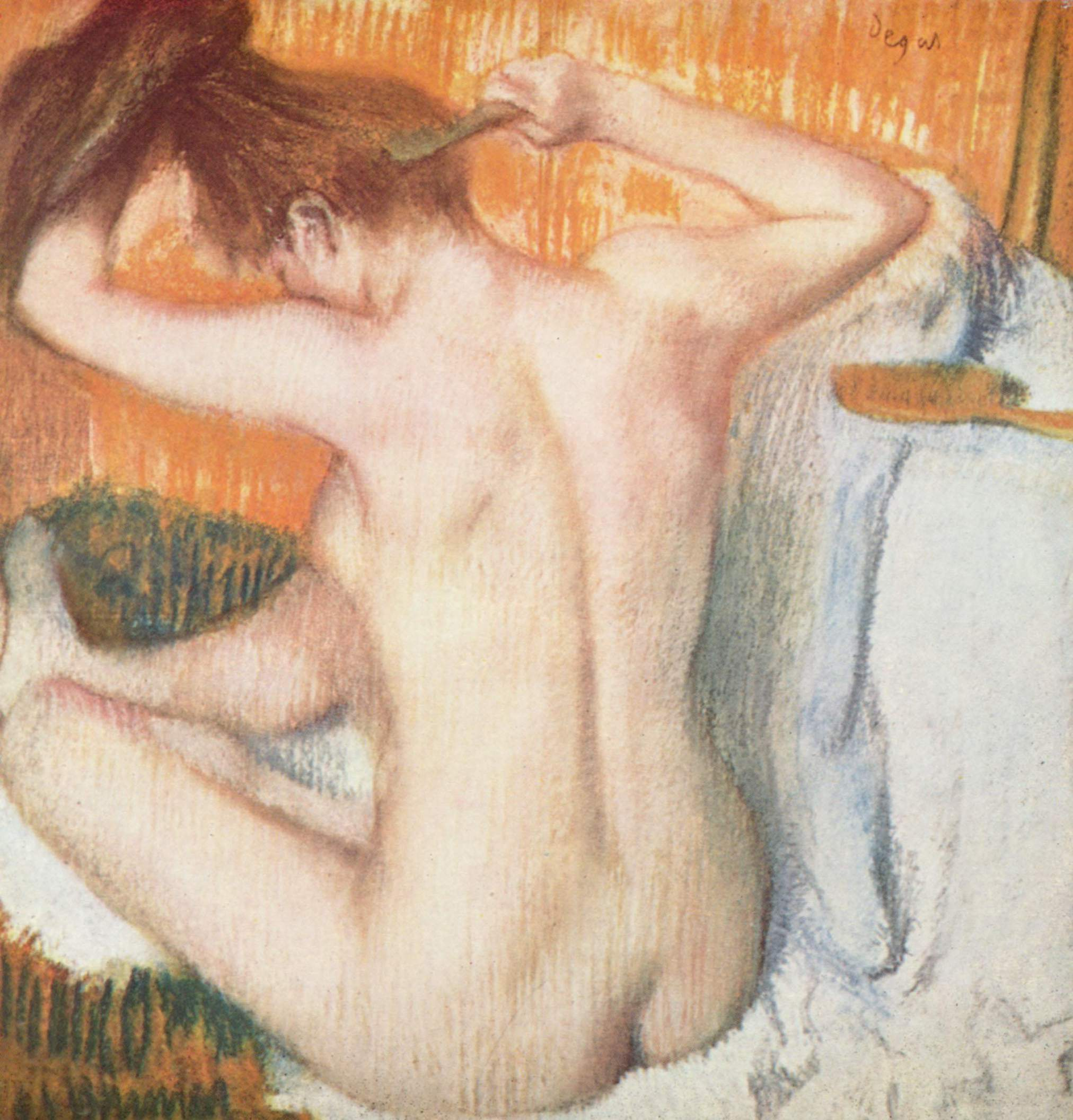
Degas Efter badet, kvinna kammar sig själv från cirka 1885 (54 × 52,5 cm), Eremitaget.
Degas Le tub från 1886, Musée d'Orsay.
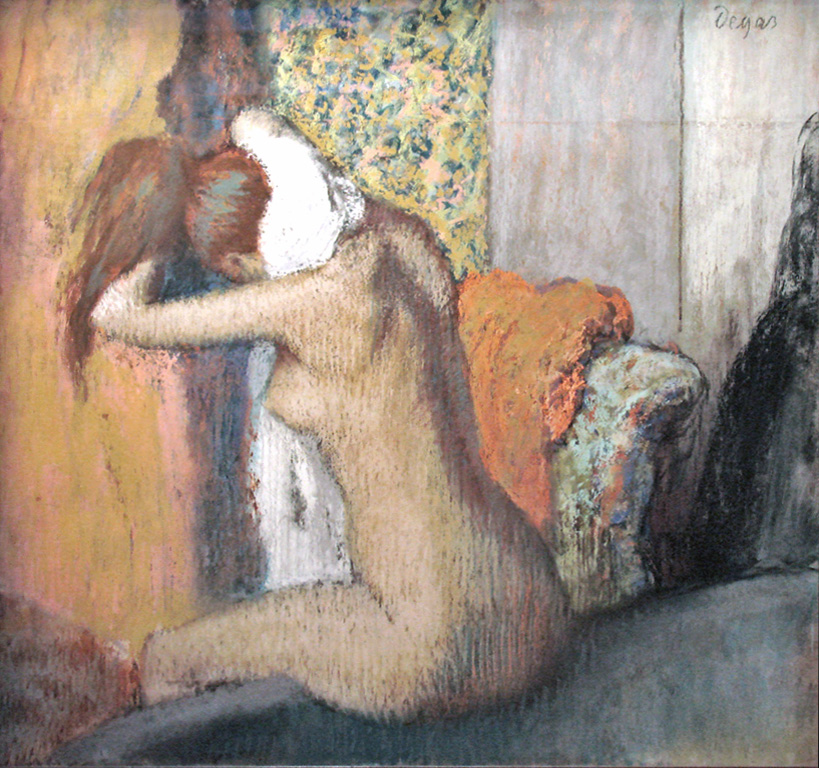
Degas Après le bain, femme nue s'essuyant la nuque från 1898 (62 × 65 cm), Musée d'Orsay.